# 양일로
 양일로(Yangil-ro)는 광주광역시 북구 신용동 에서 양산동 까지 이어주는 도로이다.

## 주요 경유지
광주광역시
- 북구 (신용동 . 양산동)

## 노선
| 이름                | 접속 노선                      | 소재지            | 소재지            | 소재지            | 비고              |
| 첨단연신로와 직결   | 첨단연신로와 직결              | 첨단연신로와 직결 | 첨단연신로와 직결 | 첨단연신로와 직결 | 첨단연신로와 직결 |
| ------------------- | ------------------------------ | ----------------- | ----------------- | ----------------- | ----------------- |
| (교량명칭 미상)     |                                | 광주광역시        | 북구              | 신용동            |                   |
| (교량명칭 미상)     | 양산동                         | 광주광역시        | 북구              |                   |                   |
| 본촌산단사거리      | 광주광역시도 제36호선 (하서로) | 광주광역시        | 북구              |                   |                   |
| 일곡지구입구 교차로 | 광주광역시도 제70호선 (설죽로) | 광주광역시        | 북구              |                   |                   |
| (이름없음)          | 광주광역시도 제35호선 (우치로) | 광주광역시        | 북구              |                   |                   |

## 주요 건물 및 시설
- 교촌치킨 연제점 (양일로 54/연제동 41-3)
- 롯데슈퍼 프레시 광주연세점 (양일로 64/연제동 43-8)
- Tworld 다린컴즈대리점 연제점 (양일로 66/연제동 43-2)
- KT 레몬 연제점 (양일로 67/양산동 660-17)
- 배스킨라빈스 광주연제점 (양일로 69/양산동 660-16)
- 새마을금고 태봉새마을금고 연제지점 (양일로 72/양산동 660-88)
- 농협 북광주농협 연제동지점 (양일로 95/양산동 367-5)
- 롯데칠성음료 광주공장 (양일로 111/양산동 401-23)
- 코카-콜라 음료 광주공장 (양일로 130/양산동 408-1)
- OB 맥주 광주공장 (양일로 177/일곡동 685)
- 북광주우체국 (양일로 314/삼각동 779-1)
- 투썸플레이스 광주일곡점 (양일로 331/일곡동 839-5)